# Pachydactylus parascutatus
Pachydactylus parascutatus — вид геконоподібних ящірок родини геконових (Gekkonidae). Ендемік Намібії.

## Поширення і екологія
Pachydactylus parascutatus мешкають в регіоні Каоковельд на північному заході Намібії. Вони живуть серед вапнякових і пісковикових скель, в рідколіссях і лісистих саванах мопане та на сухих луках. Ведуть наземний спосіб життя, ховаються під камінням, шукають їжу на землі.